# Wekufe
O wekufe (do mapudungun huecufü, que significa "que está fora"), também conhecido como huecufe, wekufü, huecufu, huecubo, huecubu, huecuvu, huecuve, huecovoe, giiecubu, güecubo, güecugu, uecuvu, é um espírito maligno na mitologia mapuche.